# Claus Koch (Psychologe)
Claus Koch (* 1950 in Göttingen) ist ein deutscher Psychologe, Buchautor und Publizist.

## Leben
Koch studierte Philosophie und Psychologie in Heidelberg und Paris. Zu seinen akademischen Lehrern gehörten der Philosoph Ernst Tugendhat und der Sozialpsychologe C.F. Graumann. In Paris studierte er u. a. bei Lucien Goldmann an der „École pratiques des hautes études“. In seiner Doktorarbeit beschrieb er die Phänomenologie psychischer Krankheiten. Ausgehend von der Psychoanalyse beschäftigte er sich fortan mit der Entwicklungspsychologie des Kindes vornehmlich unter bindungstheoretischen Gesichtspunkten und erhielt einen Lehrauftrag an der Universität Bielefeld.
In zahlreichen wissenschaftlichen Artikeln, Zeitungsaufsätzen, Interviews und Vorträgen beschäftigt er sich seit vielen Jahren mit der Situation und Rolle von Kindern, Jugendlichen und jungen Erwachsenen in unserer Gesellschaft. Einen besonderen Schwerpunkt seiner wissenschaftlichen und publizistischen Tätigkeit bildet die Auseinandersetzung mit den Erziehungsprinzipien im „Dritten Reich“ und ihren Folgen für die nachfolgenden Generationen bis heute. Seine letzten Publikationen beschäftigen sich mit den Auswirkungen von frühkindlichen Bindungsprozessen auf das Verhalten von Kindern und Jugendlichen in gesellschaftlichen Institutionen wie Elternhaus und Schule. Diese Thematik steht auch im Vordergrund seiner Arbeit im Rahmen des "Pädagogischen Instituts Berlin" (PIB), das er zusammen mit dem Therapeuten und Buchautor Udo Baer  2016 gegründet hat.
Bis 2015 war Koch Verlagsleiter beim Beltz Verlag und betreute das Ratgeber- und Sachbuchprogramm. Zu seinen Autoren zählte u. a. Jesper Juul, mit dem er bis zu dessen Tod 2019 eng befreundet war.
Claus Koch lebt in Heidelberg und Berlin. Er ist verheiratet und hat vier Kinder.

## Veröffentlichungen
- Subjektzentrierte Dialektik, Phänomenologie und Ätiologie psychopathologischen Realitätsbezugs, Dissertation, Heidelberg, Universität, 1984
- Fragebogen zur Abschätzung Psychosomatischen Krankheitsgeschehens. 2. Auflage. Beltz Test bei Hogrefe. Verlag für Psychologie. Göttingen 1996
- Pubertät ist erst der Vorwaschgang. Gütersloher Verlagshaus, Gütersloh 2016, ISBN 978-3-579-08645-3.
- Claus Koch, Christoph Strecker: Kindern bei Trennung und Scheidung helfen: Psychologischer und juristischer Rat für Eltern. Beltz, Weinheim 2011, ISBN 978-3-407-85828-3.
- Sabine Andresen, Claus Koch, Julia König (Hrsg.): Vulnerable Kinder: interdisziplinäre Annäherungen. Kinder, Kindheiten, Kindheitsforschung; Bd. 10. VS Verlag. für Sozialwissenschaften., Wiesbaden 2015, ISBN 978-3-658-07056-4.
- Mit anderen: Vom Missbrauch der Disziplin : Antworten der Wissenschaft auf Bernhard Bueb. Beltz, Weinheim 2007, ISBN 978-3-407-22380-7.
- Erziehung im Nationalsozialismus. 1968 und der erneute Ruf nach Disziplin und Unterordnung. In: Micha Brumlik (Hrsg.): Vom Missbrauch der Disziplin. Antworten der Wissenschaft auf Bernard Bueb. Beltz. Weinheim und Basel 2007
- Israel und die Rückkehr zu Freud. In: Sabine Andresen, Inga Pinhard, Stefan Weyers (Hrsg.): Erziehung-Ethik-Erinnerung. Pädagogische Aufklärung als intellektuelle Herausforderung. Beltz. Weinheim und Basel 2007
- Kinder aus dem Niemandsland – Jugendgewalt und Empathieverlust. In: Micha Brumlik (Hrsg.) Ab nach Sibirien? Wie gefährlich ist unsere Jugend. Beltz. Weinheim und Basel 2008
- Antimodernes Denken. Die Erziehungsratgeber von Bernhard Bueb und Michael Winterhoff – Seismographen eines gesellschaftlichen Wandels? In: Psychoanalyse im Widerspruch 42/2009
- Sabine Andresen, Micha Brumlik, Claus Koch (Hrsg.): Das Elternbuch : wie unsere Kinder geborgen aufwachsen und stark werden. Reinbek bei Hamburg : Rowohlt 2013, ISBN 978-3-499-61977-9
- Nach Schulabschluss und Ausbildung: Die schwierigen Jahre der Adoleszenz. In: Sabine Andresen, Micha Brumlik, Claus Koch (Hrsg.): Das Elternbuch. Beltz, Weinheim 2010.
- Was ist AD(H)S? Was Eltern tun können. In: Sabine Andresen, Micha Brumlik, Claus Koch (Hrsg.): Das Elternbuch. Beltz, Weinheim 2010.
- Kindern bei Trennung und Scheidung helfen. Psychologischer und juristischer Rat für Eltern. Beltz. Weinheim und Basel. 2011. Italienische Ausgabe 2014 bei Edizioni Centro Sudi Erickson.
- Das Kind als Feind. Das Kind als Freund. In: Zerstörerische Vorgänge. Sabine Andresen, Wilhelm Heitmeyer (Hrsg.): Missachtung und sexuelle Gewalt gegen Kinder und Jugendliche in Institutionen. Juventa Verlag 2012
- Pubertät war erst der Vorwaschgang. Wie junge Menschen erwachsen werden und ihren Platz im Leben finden. Gütersloh: Gütersloher Verlagshaus 2016.
- 1968. Drei Generationen – eine Geschichte. Gütersloh: Gütersloher Verlagshaus 2018
- Lenas Eltern trennen sich. Berlin: Cornelsen 2018
- Trennungskinder. Wie Eltern und ihre Kinder nach Trennung und Scheidung wieder glücklich werden. Stuttgart: Patmos Verlag 2019.
- Trennung und Scheidung. Aufgaben einer bindungsorientierten Pädagogik in Kita und Schule. In: Karl Heinz Brisch (Hrsg.): Bindung  – Scheidung – Neubeginn. Möglichkeiten der Begleitung, Beratung, Psychotherapie und Prävention. Stuttgart: Klett-Cotta 2019, ISBN 978-3608981506.